# Palpostilpnus papuator
Palpostilpnus papuator är en stekelart som först beskrevs av Aubert 1961.  Palpostilpnus papuator ingår i släktet Palpostilpnus och familjen brokparasitsteklar. Inga underarter finns listade i Catalogue of Life.